# Turritopsis nutricula
Pour les articles homonymes, voir Turritopsis.
 (mars 2016).
Espèce
Turritopsis nutricula est une espèce de méduses de la classe des hydrozoaires. Elle mesure 4 à 5 mm et est originaire de la mer des Caraïbes. Elle a la particularité d'avoir une capacité d'immortalité biologique en revenant de façon cyclique, du stade de méduse au stade de polype, par inversion de processus de vieillissement,. 
C'est le premier cas de métazoaire connu dans tout le règne animal, avec la Turritopsis dohrnii, ayant la capacité de se transformer à rebours en forme « colonie juvénile », après avoir atteint la maturité sexuelle qui correspond à une forme « solitaire ».

## Morphologie
Turritopsis nutricula mesure moins de 5 mm. Elle possède un nombre de tentacules variant entre huit pour les immatures et peut aller de 80 à 90 tentacules pour les adultes.

Divers états de Turritopsis
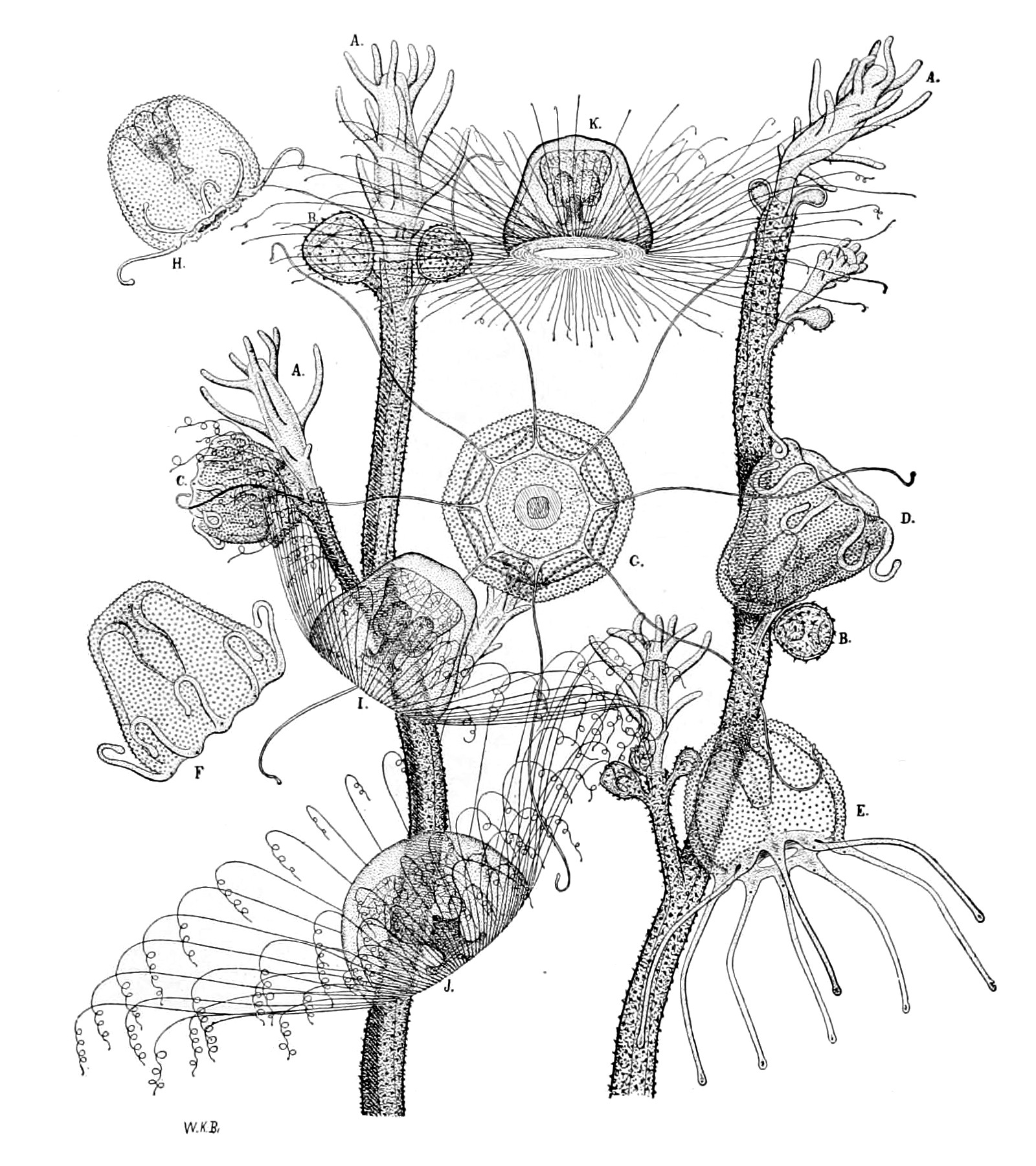
Turritopsis nutricula Hydroïdes fixés et jeunes méduses
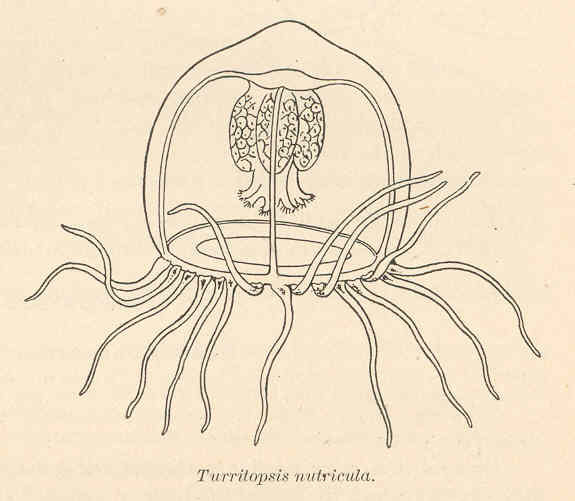
Méduse deTurritopsis nutricula vue de profil (d'après une illustration de 1905)

## Cycle de vie et immortalité biologique

Turritopsis nutricula adulte, de São Sebastião (São Paulo) au Brésil.

La vie de Turritopsis nutricula se décompose en deux stades, communs à la plupart des hydrozoaires : le stade de polype et celui de méduse. Elle se reproduit à la fois de manière asexuée, en tant que polype grâce au bourgeonnement médusaire, et de manière sexuée, en tant que méduse en produisant des gamètes. 

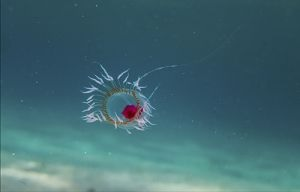
Turritopsis dohrnii

Comme d'autres méduses, elle est capable de renouveler ses cellules. Cependant, elle est également capable de retourner au stade de polype, et ce même après avoir atteint sa maturité sexuelle, ce qui est extrêmement rare[réf. nécessaire]. Chez la plupart des hydrozoaires, cette transformation est impossible une fois la maturité atteinte, qui mène fatalement à la mort. Turritopsis nutricula peut ainsi « rajeunir » pour retrouver une forme juvénile et reformer une colonie de polypes, et donner de nouveau plusieurs méduses. C'est le premier cas de métazoaire connu dans tout le règne animal ayant la capacité de se transformer à rebours en forme « colonie juvénile », après avoir atteint la maturité sexuelle qui correspond à une forme « solitaire ».
Des expériences notamment réalisées par Piraino et al. en 1996 ont montré que ce retour à un stade antérieur a lieu lorsque des conditions défavorables sont rencontrées par la méduse : stress, manque de nourriture, mais aussi sénescence, la méduse ne connaissant alors pas de mort naturelle. Cela constitue donc une immortalité biologique. Cette immortalité concerne seulement son développement, qui aboutit, chez la plupart des êtres vivants, à la vieillesse et à la mort. Elle n'est en effet pas immortelle au sens strict : elle n'est ni indestructible, ni exempte de maladies, de prédations ou d'accidents. 
Cette méduse est capable d’inverser son processus de vieillissement a priori indéfiniment, grâce au processus de transdifférenciation. Presque toutes les méduses peuvent se multiplier par clonage pendant leur stade polype (tel le bourgeonnement des hydrozoaires), ce qui est aussi une certaine forme d'immortalité.
Du fait de ses caractéristiques exceptionnelles, elle fait l’objet d'études par les biologistes et les généticiens. Le chercheur japonais Shin Kubota a d'ailleurs observé en 2011 ce rajeunissement à une dizaine de reprises.

## Répartition et habitat
Turritopsis nutricula est originaire de la mer des Caraïbes. Cependant son aire de répartition s'étend un peu plus chaque année, ce qui conduit les chercheurs à s'interroger sur les causes de cette expansion. Pour certains, son immortalité potentielle serait responsable. Mais selon V. Battaglia, ce ne serait pas la vraie raison de sa prolifération. On sait que de nombreuses autres espèces de méduses se multiplient un peu partout dans le monde à cause de l’activité humaine. La surpêche des principaux prédateurs des méduses est une possibilité, une autre hypothèse est que les navires et sous-marins ramènent involontairement dans tous les ports ces minuscules méduses qui se répandent quand on vide l’eau des ballasts.